# 郷土唱歌 (上峰町)
「郷土唱歌」（きょうどしょうか）は、佐賀県三養基郡上峰町において大正時代から伝えられる唱歌である。作詞・作曲は古川太七。

## 解説
歌詞は全10番からなり1番で上峰村の地勢、2番で大正中期（1920年頃）の世帯数と人口、3番以降で村内の歴史や名所を取り上げ、10番の結語で村の団結を歌う内容となっている。歌詞の全文と楽譜は1979年（昭和54年）刊の『上峰村史』巻頭に収録。
作詞・作曲は大正から昭和初期にかけて県内尋常小学校の国語教育における大家として知られ、戦後に三養基郡西部五村の教育長を務めた古川太七が村立小学校の唱歌として教える目的で作ったと見られる。作成時期は10番の歌詞より1920年代初頭、大正初期から中期頃と推定されるもののはっきりしない。
1970年代に村民音頭「上峰音頭」（作詞・作曲：高島正英）が作成された際、エムプレスレコードが製造したシングル盤（規格品番：ER-3005）のB面に「郷土唱歌」が山路進一の編曲、アンサンブル・ボッカの歌唱で吹き込まれた。1989年（平成元年）に上峰村が町制を施行し、上峰町となって以降もこの「郷土唱歌」は変わらず町歌と同等の扱いを受けており、佐賀県内において最古の自治体歌となっている。
2014年（平成26年）には原曲の旋律に新たな歌詞を付けた「上峰町郷土唱歌 2014ver.」が作成され、町民体操「かみみね体操」のBGMとして使われている。また、2018年（平成30年）11月には町制30周年を記念してイメージソング「このまちで」（作詞・作曲：小島よしき）が作成された。